# Kid A
Kid A je čtvrté album skupiny Radiohead, které bylo vydáno v roce 2000.

## Seznam skladeb
| #  | Píseň                           | Délka | Autoři    |
| -- | ------------------------------- | ----- | --------- |
| 01 | "Everything In Its Right Place" | 4:11  | Radiohead |
| 02 | "Kid A"                         | 4:44  | Radiohead |
| 03 | "The National Anthem"           | 5:50  | Radiohead |
| 04 | "How to Disappear Completely"   | 5:55  | Radiohead |
| 05 | "Treefingers"                   | 3:42  | Radiohead |
| 06 | "Optimistic"                    | 5:16  | Radiohead |
| 07 | "In Limbo"                      | 3:31  | Radiohead |
| 08 | "Idioteque"                     | 5:09  | Radiohead |
| 09 | "Morning Bell"                  | 4:29  | Radiohead |
| 10 | "Motion Picture Soundtrack"     | 7:01  | Radiohead |